# Northeast Regional
A Northeast Regional az USA-ban az ország északkeleti partvidékén és közép-atlanti részén üzemeltetett helyközi vasúti szolgáltatás. Az Amtrak üzemelteti 1995. október 28. óta.
A legutolsó pénzügyi évben összesen 8 686 930 (2019) utas utazott a járaton, naponta átlagosan 23800 (2019) utasa volt.
Korábban NortheastDirect, Acela Regional vagy Regional néven volt ismert. Ez az Amtrak legforgalmasabb útvonala, a 2023-as pénzügyi évben (FY) 9 163 082 utast szállított. A Northeast Regional szolgáltatás a 2023-as pénzügyi évben több mint 787,7 millió dollár bruttó jegybevételt hozott.
A Northeast Regional napi rendszerességgel, rendszerint legalább óránként csak helyfoglalással igénybe vehető járatokat kínál. A vonatok általában az északkeleti folyosón közlekednek az északi Boston és a déli Washington, D.C. között, több megállóval, többek között New York Cityben, Philadelphiában és Baltimore-ban. A vonatok meghosszabbításai és elágazásai Newport News, Norfolk és Roanoke (Virginia), valamint Springfield (Massachusetts) felé közlekednek, közbenső megállókkal.
A vonatok a legnépszerűbb, New York Penn Station és Washington Union Station közötti szakaszt körülbelül 3,5 óra alatt teszik meg, a New York és Philadelphia közötti szakaszt 1,5 óra, míg a Philadelphia és Washington közötti részt 2 óra alatt.
New Yorktól északra Bostonig 4 óra, míg Springfieldig 3,5 óra az utazási idő. Washingtontól délre Newport Newsig 4,5 óra, Norfolkig 4,5 óra, Roanoke-ig pedig 5 óra alatt jutnak el a vonatok.

## Története
A Penn Centraltól örökölt vonal mentén közlekedő járatoknak egykor saját nevük volt, például "Yankee Clipper" és "Federal"; jellemzően egy név legfeljebb egy vonatra és annak ellenkező irányú "ikertestvérére" vonatkozott. A villamosítás a Connecticut állambeli New Havenben ért véget, ami mozdonycserét igényelt. 1995. október 28-án az Amtrak bevezette a "NortheastDirect" márkanevet az északkeleti folyosón (és annak Newport Newsig (Virginia) tartó meghosszabbításán) közlekedő összes vonatra, kivéve az expressz Metroliner és az óránként közlekedő Clocker járatokat. Az 1996. november 10-i menetrend a NortheastDirect márkanév mellett a régi neveket is visszaállította. 1999. május 16-i menetrenddel a neveket (a Twilight Shoreliner kivételével) eltörölték.
2000ben az Amtrak befejezte az útvonal villamosítását New Haven és Boston között az Acela Express bevezetésének előkészítéseként, így megszűnt a mozdonycsere New Havenben. Az első két Bostonba és Bostonból induló, teljesen elektromos üzemű oda-vissza járat az Acela Regional márkanevet kapta, és az Acela "V. fázisú" festésű, felújított Amfleet kocsikkal volt kiállítva. A teljesen elektromos szolgáltatás 2000. január 31-én indult. A NortheastDirect márkajelzést továbbra is használták azokon a vonatokon, amelyek New Havenben váltottak át villamos vontatásról dízelre.
Az Acela Expresszel való összetéveszthetőség miatt a név 2003. március 17-én ismét megváltozott, egyszerűen "Regional"-ra. A márkanévváltás és a szolgáltatásfejlesztés részeként a név 2008. június 23-án "Northeast Regional"-ra változott (bár a menetrendekben már hónapokkal korábban is megjelent ebben a formában).
2015. május 12-én a Washingtonból New Yorkba tartó Northeast Regional járat 188-as járata kisiklott Philadelphia Port Richmond negyedében, nyolc ember halálát okozva és több mint 200 embert megsebesítve. A vonat egy ívben siklott ki, és megállapították, hogy körülbelül 100 mérföld/órás sebességgel haladt, ami meghaladta az 50 mérföld/órás sebességkorlátozást az adott ívben. Ez a sebességkorlátozás nem volt kiírva; a vonat mozdonyvezetői ezen az útvonalon várhatóan a memóriára hagyatkoztak a vonat sebességének szabályozásában. Ezen kívül a vonatot feltehetően egy lövedék találta el, ahogyan a kisiklás előtt nem sokkal a környéken közlekedő ingázó vonatot is.
A 65/66/67-es éjszakai vonatokon, amelyek utoljára 2004-ben voltak elérhetőek a Federal vonalon, 2021. április 5-től elérhetővé váltak a privát hálószobák. 2022 januárjában ideiglenesen törölték az éjszakai vonatokat; 2022 júliusában újraindították őket hálófülkék nélkül. 2023. április 4-től ideiglenesen törölték őket New York City-től északra a Penn Station Access építése miatt.